# Love Cook
LOVE COOK é o terceiro álbum de estúdio da cantora Ai Otsuka lançado dia 14 de Dezembro de 2005 pela gravadora Avex Trax nos formatos CD, CD+DVD, CD+Fotobook e CD+Fotolivro. O álbum ganhou um prêmio no Japan Gold Disc Awards por ser um dos melhores álbuns de 2005. LOVE COOK estreou em 1º na Oricon e vendeu 835.333 cópias sendo seu álbum mais vendido até agora e foi certificado 3xPlatina pela RIAJ.

## Faixas

### CD
1. 5:09a.m.
2. Haneari Tamago (羽ありたまご)
3. Bidama (ビー玉)
4. SMILY
5. U-Boat (U-ボート)
6. Neko ni Fuusen (ネコに風船)
7. Cherish
8. Ramen Sanpun Cooking (ラーメン3分クッキング)
9. Tokyo Midnight (東京ミッドナイト)
10. Planetarium (プラネタリウム)
11. Birthday Song
12. LOVE MUSiC

### DVD
1. Bidama (ビー玉) (Vídeo Clip)
2. Cherish (Vídeo Clip)